# Stazione meteorologica di Isola del Gran Sasso
La stazione meteorologica di Isola del Gran Sasso è la stazione meteorologica di riferimento relativa località di Isola del Gran Sasso.

## Coordinate geografiche
La stazione meteorologica si trova nell'area climatica dell'Italia centrale, in cui è compreso l'intero territorio regionale dell'Abruzzo, in provincia di Teramo, nel comune di Isola del Gran Sasso,  a 419 metri s.l.m. e alle coordinate geografiche 42°30′N 13°40′E.

## Dati climatologici
In base alla media trentennale di riferimento 1961-1990, la temperatura media del mese più freddo, gennaio, si attesta a +4,7 °C; quella del mese più caldo, agosto, è di +22,5 °C .
| Isola del Gran Sasso | Mesi | Mesi | Mesi | Mesi | Mesi | Mesi | Mesi | Mesi | Mesi | Mesi | Mesi | Mesi | Stagioni | Stagioni | Stagioni | Stagioni | Anno |
| Isola del Gran Sasso | Gen  | Feb  | Mar  | Apr  | Mag  | Giu  | Lug  | Ago  | Set  | Ott  | Nov  | Dic  | Inv      | Pri      | Est      | Aut      | Anno |
| -------------------- | ---- | ---- | ---- | ---- | ---- | ---- | ---- | ---- | ---- | ---- | ---- | ---- | -------- | -------- | -------- | -------- | ---- |
| T. max. media (°C)   | 8,7  | 10,4 | 13,1 | 17,2 | 21,7 | 25,8 | 29,3 | 29,5 | 24,9 | 18,3 | 12,9 | 9,9  | 9,7      | 17,3     | 28,2     | 18,7     | 18,5 |
| T. min. media (°C)   | 0,7  | 1,2  | 3,3  | 6,5  | 10,2 | 13,6 | 15,4 | 15,5 | 12,9 | 8,6  | 5,5  | 2,4  | 1,4      | 6,7      | 14,8     | 9,0      | 8,0  |